# Mogrus valerii
Mogrus valerii är en spindelart som beskrevs av Andreeva, Kononenko, Prószynski 1981. Mogrus valerii ingår i släktet Mogrus och familjen hoppspindlar. Inga underarter finns listade i Catalogue of Life.